# Xã Silver Lake, Quận Martin, Minnesota
Xã Silver Lake (tiếng Anh: Silver Lake Township) là một xã thuộc quận Martin, tiểu bang Minnesota, Hoa Kỳ. Năm 2010, dân số của xã này là 519 người.